# Halowe Mistrzostwa Świata w Lekkoatletyce 2018 – skok wzwyż kobiet
Skok wzwyż kobiet – jedna z konkurencji technicznych rozgrywanych podczas halowych lekkoatletycznych mistrzostw świata w National Indoor Arena w Birmingham.
Tytułu mistrzowskiego nie obroniła Amerykanka Vashti Cunningham, która zdobyła srebrny medal. Po złoto sięgnęła reprezentantka autoryzowanych lekkoatletów neutralnych Marija Lasickienė.

## Terminarz
| Data    | Godzina |       |
| ------- | ------- | ----- |
| 1 marca | 18:45   | Finał |

## Wyniki
| WR – rekord świata \| CR – rekord mistrzostw świata \| NR – rekord kraju \| AR – rekord kontynentu \| WL – najlepszy wynik na listach światowych w sezonie 2018 \| SB – najlepszy wynik w sezonie \| PB – rekord życiowy |

### Finał
Źródło: 
| Poz. | Zawodniczka        | Reprezentacja                      | 1,84 | 1,89 | 1,93 | 1,96 | 2,01 | 2,07 | Rezultat | Uwagi |
| ---- | ------------------ | ---------------------------------- | ---- | ---- | ---- | ---- | ---- | ---- | -------- | ----- |
| 01 ! | Marija Lasickienė  | Autoryzowani lekkoatleci neutralni | o    | o    | o    | o    | xo   | xxx  | 2,01     |       |
| 02 ! | Vashti Cunningham  | Stany Zjednoczone                  | o    | o    | xo   | xxx  |      |      | 1,93     |       |
| 03 ! | Alessia Trost      | Włochy                             | xo   | o    | xo   | xxx  |      |      | 1,93     | SB    |
| 4.   | Morgan Lake        | Wielka Brytania                    | xxo  | o    | xo   | xxx  |      |      | 1,93     | SB    |
| 5.   | Julija Łewczenko   | Ukraina                            | o    | xo   | xxx  |      |      |      | 1,89     |       |
| 6.   | Mireła Demirewa    | Bułgaria                           | o    | xxo  | xxx  |      |      |      | 1,89     |       |
| 7.   | Erika Kinsey       | Szwecja                            | o    | xxx  |      |      |      |      | 1,84     |       |
| 7.   | Iryna Heraszczenko | Ukraina                            | o    | xxx  |      |      |      |      | 1,84     |       |
| 7.   | Inika McPherson    | Stany Zjednoczone                  | o    | xxx  |      |      |      |      | 1,84     |       |
| 10.  | Sofie Skoog        | Szwecja                            | xo   | xxx  |      |      |      |      | 1,84     |       |
| 10.  | Michaela Hrubá     | Czechy                             | xo   | xxx  |      |      |      |      | 1,84     |       |
| 10.  | Levern Spencer     | Saint Lucia                        | xo   | xxx  |      |      |      |      | 1,84     |       |
| 13.  | Yorgelis Rodríguez | Kuba                               | xxo  | xxx  |      |      |      |      | 1,84     |       |